# Sint-Rochuskerk (Aarschot)

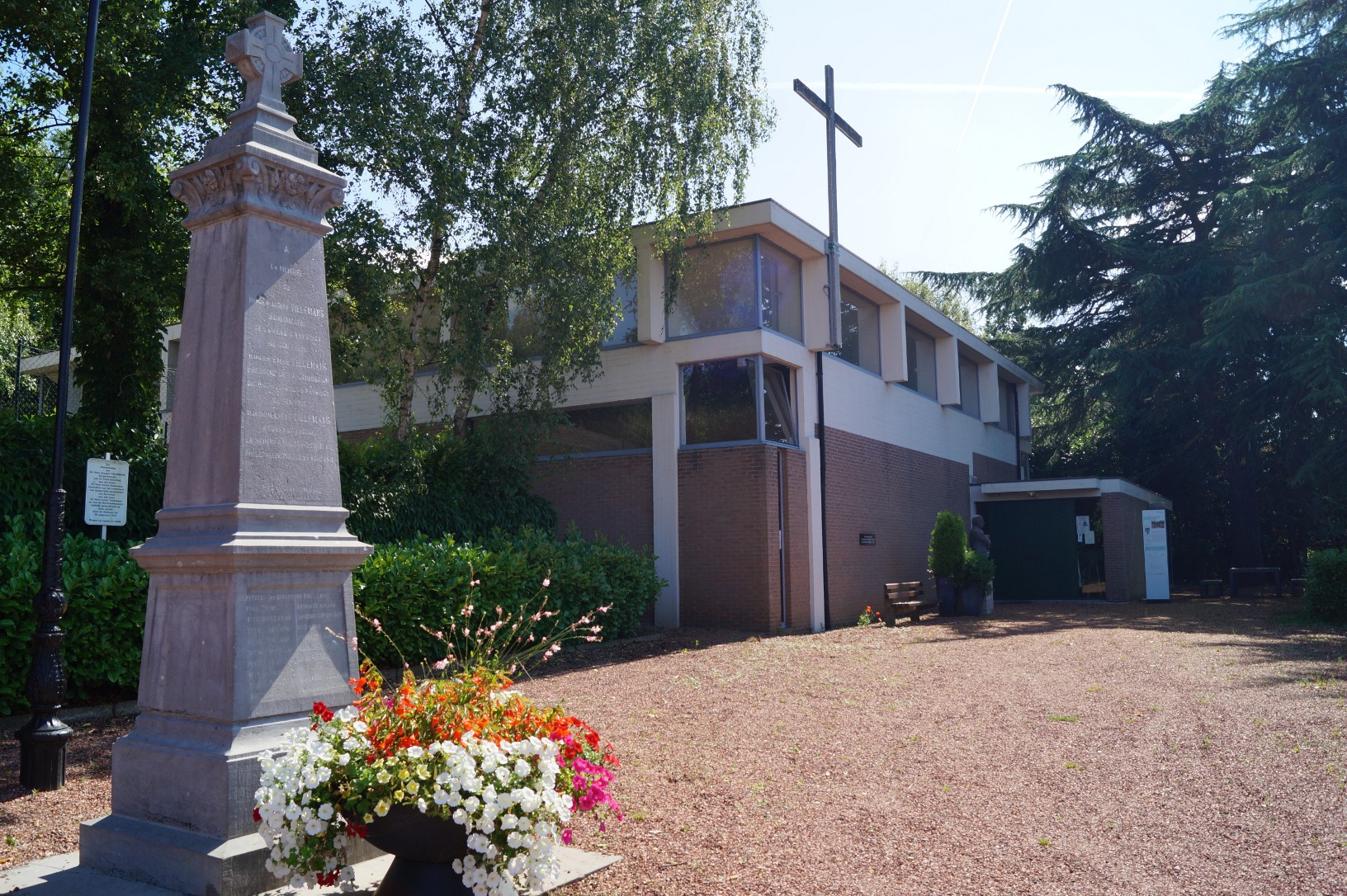
Herdenkingszuil en het kerkgebouw.

Het Sint-Rochusmemoriaal te Aarschot is een kerkgebouw en werd gebouwd in 1965, ter herinnering aan de Aarschotse slachtoffers van de Duitse represailles in Aarschot op 19-20 augustus 1914. De kerk bevindt zich in de Gijzelaarsstraat en haar naam verwijst naar Sint-Rochus, patroonheilige van de stad Aarschot.

## Herinnering aan de Eerste Wereldoorlog
Het Sint-Rochusmemoriaal werd gebouwd op de plaats waar de tweede grote groep Aarschottenaren geëxecuteerd werd door Duitse soldaten die wraak wilden nemen voor de moord op Johannes Stenger. Op deze plaats werden eerst burgemeester Jozef Tielemans, zijn zoon en broer doodgeschoten. Vervolgens werden er nog 26 mannen geëxecuteerd. De eerste executie vond plaats ter hoogte van de Leenstraat en trof een groep van 75 mannen. De lijken werden in massagraven begraven. De grootste putten waren gelegen in de buurt van de genoemde executieplaatsen in de buurt van de Leuvensesteenweg. Er waren echter ook kleinere graven elders. Er werden uiteindelijk 173 lijken geborgen.

## Jozef De Vroey
Een van die slachtoffers was Hendrik De Vroey, een Aarschotse winkelier die op 44-jarige leeftijd geëxecuteerd werd.  Zijn zoon, priester-leraar Jozef De Vroey, zette zijn schouders onder het Sint-Rochusproject, vanuit de wil een waardig herdenkingsmonument op te richten voor zijn vader en alle slachtoffers van de gruwel. Dat hij zwaar getekend was door de gebeurtenissen, blijkt verder ook uit zijn geschreven werken en de vele tekeningen die hij maakte over de gebeurtenissen die plaatsvonden in augustus 1914.

## Architectuur

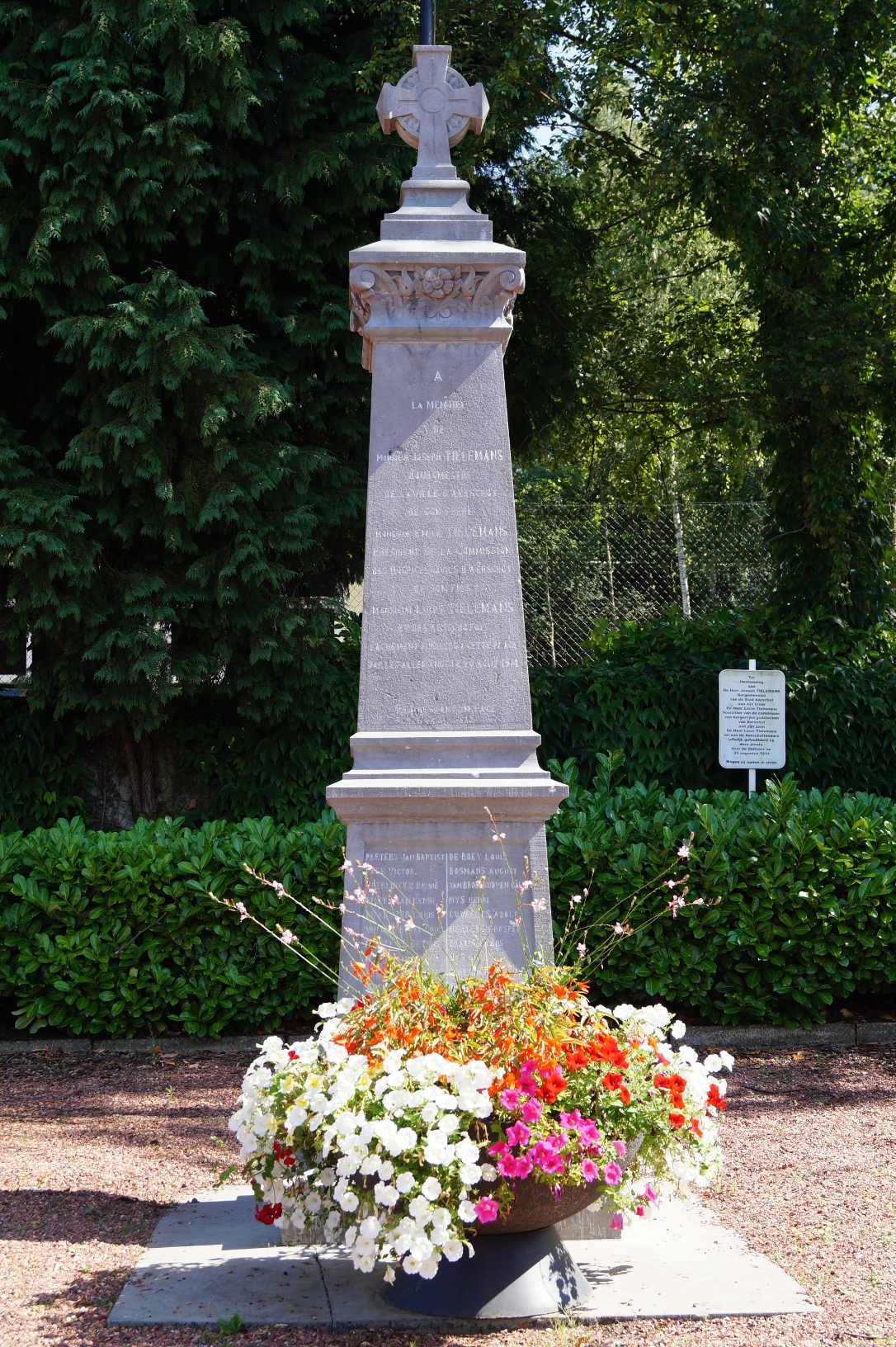
Herdenking aan de slachtoffers van de Duitse represailles in Aarschot in augustus 1914.

De kerk werd gebouwd naar een modern ontwerp van architect Marc Dessauvage (1931-1984).  Het is een sobere, kubusvormige kerk uit beton, baksteen en glas.  De soberheid van de kerk past binnen de liturgische vernieuwing in de sfeer van het Tweede Vaticaans Concilie. Een eenvoudig houten altaartafel staat centraal en dicht bij de gelovigen. Binnenin bevindt zich verder een half verbrand beeld van Christus op de koude steen terug. Dit beeld werd gemaakt in de zestiende eeuw en kreeg een plaats in de Onze-Lieve-Vrouwekerk (Aarschot). Daar werd tijdens de Eerste Wereldoorlog brand veroorzaakt door Duitse soldaten. Het beeld werd dan ook verplaatst naar het Sint-Rochusmemoriaal en staat symbool voor de slachtoffers van de Duitse represailles in Aarschot. Buiten de kerk staat een gedenkzuil in blauwe hardsteen, met namen van burgerslachtoffers erin gegraveerd.

## De tekeningen van Jozef De Vroey
Er werden twee tekeningen van Jozef De Vroey in het memoriaal opgehangen. De eerste bevindt zich naast de toegang tot de kapel en is 13 mei 1986 gedateerd. Hierop staat de afbeelding van twee door de Duitsers gefusilleerde burgers en een afbeelding van Hendrik De Vroey. De achtergrond is erg donker. Jozef De Vroey bevestigde kogelhulzen en een touw, gevonden bij het opgraven van de slachtoffers, op het werk. De tekst op de collage vermeldt dat het touw rond de handen van meester Jozef, een van de slachtoffers, gebonden zat. Bovenaan de collage staat geschreven: "Vergeven… Ja. Vergeten… Nooit!"
De tweede collage somt de namen van de slachtoffers op, volgens de putten waarin ze werden teruggevonden. De collage is niet gedateerd. We zien tekeningen van gefusilleerde burgers, soldaten, een engel, een gekruisigde Christus, de Onze-Lieve-Vrouwekerk (Aarschot) en rouwende nabestaanden. Dit op een gele achtergrond. Naast de engel wordt Spreuken 3:33 geciteerd: "De vloek van Jahweh rust op het huis van de boze, zijn zegen op de woning van de rechtvaardigen."